# Шек Кин
Ши Дзиен (на китайски: 石堅, 石坚 или Shǐ Jián, 1 януари 1913 – 3 юни 2009), роден като Ши Жунджан (на китайски: 石榮璋, Shí Róngzhāng или Shek Wing-cheung), е китайски актьор от Хонконг, известен с артистичното име Шек Кин (кантонезийско произношение) или Кийн Ших (според западния запис). Най-известен е с ролите си на антгонисти и злодеи в повечето от ранните хонконгски уся-филми и филми с бойни изкуства, които датират от ерата на черно-бялото кино. На западната аудитория актьорът е по-известен с ролята на трафиканта Хан във филма на Брус Лий „Драконът идва“ (Enter the Dragon) от 1973 г.

## Живот и кариера
Ших е роден на 1 януари 1913 г. в селцето Шъган близо до Паню, провинция Гуандун на Република Китай. Отгледан е от мащехата си и израства като болнаво дете. По-късно започва да се занимава с бойни изкуства, за да подобри здравето си. Девет години учи бойни изкуства в Шанхайската Чин У атлетическа асоциация и е сред първото поколение възпитаници, които получават сертификати за инструктори. След като става сертифициран преподавател по бойни изкуства в различни стилове, включително нокътя на орела и чо лей фут, Ших решава да започне да учи за актьор. Намеренията му са прекъснати от Втората китайско-японска война, по време на която Ших и приятелите му пътуват между Гуанджоу и Хонгконг, за да изпълняват различни драматични представления на сцена, чрез които събират средства за финансиране на китайската съпротива. По това време са първите му опити с различни задсценични дейности като гримьорство, сценично осветление и реквизит.
През 1940 г. сава чирак на известен артист – гримьор от Кантонската опера. През същата година Шин участва в дебютния си филм – „Цвете в кърваво море“ (Flower in the Sea of Blood, 1940), в който изпълнява ролята на японски таен агент. По-късно получава покана да участва в серия от филми на известния кантонски режисьор Ву Фейхун. Постепенно придобива слава с ролите на различни злодеи, които изпълнява в тези филми, и продължава да играе роли на антагонисти в повечето филми, които заснема през първите двайдесет години от своята актьорска кариера. В тях той прави впечатление със злодейския си смях, който по-късно е имитиран и пародиран от различни актьори.
През 1973 г. Ших получава покана да изпълни ролята на едноръкия престъпен триадски бос Хан (триадите са китайска организирана престъпна група) от епическия филм с бойни изкуства на Брус Лий „Драконът идва“. През 1975 г. започва участието си в телевизионни продукции на уся-тематика на хонгконгската телевизия TVB, в които играе предимно отрицателни герои. Все пак Ших изпълнява и няколко роли на мил джентълмен и баща, например в серийните филми „Райският меч и сабята дракон“ (The Heaven Sword and Dragon Saber, 1978), „Добрият, лошият и грозният“ (The Good, the Bad and the Ugly, 1979), „Братята“ (The Brothers, 1980) и „Враждата на двамата братя“ (The Feud of Two Brothers, 1986). Изпълнява и драматични роли в други жанрове освен уся, като например „Хонконг 1941“. Изпълнява и комична роля с Джеки Чан в „Младият майстор“ (The Young Master, 1980).
През 1980 г. е поканен да се превъплъти в образа на злодей в телевизионна реклама на ментови бонбони.

## Последни години
Оттегля се от снимачната площадка през 1992. През 1994 г. излиза филмът „Хонгконгското семейство Адамс“ (HK Adam's Family (奸人世家), посветен на него. Също така през 2003 г. 90-годишният Ших Кин се появява в документалния филм Чоп Соки: Кино Хонконг. Изключително ценен от филмовата индустрия, Шек Кин получава различни награди за цялостния си принос за развитието на киноиндстрията в Хонгконг.
Кин умира от бъбречна недостатъчност на 3 юни 2009 на 96-годишна възраст. По това време Ших е считан за един от най-старите преуспели актьори в Китай.

## Семейство
През 1936 г. Шек Кин се жени за Ли Китин, от която има четирима сина и две дъщери. Под нейно влияние Шек Кин, който първоначално е атесит, приема християнството. Съпругата му умира през 1998 г.